# Auchmerina limbatipennis
Auchmerina limbatipennis är en insektsart som beskrevs av Günther Enderlein 1918. Auchmerina limbatipennis ingår i släktet Auchmerina och familjen rundbladloppor. Inga underarter finns listade i Catalogue of Life.